# Jens Wallays
Jens Wallays (Roeselare, 15 september 1992) is een Belgisch voormalig wielrenner die in 2017 zijn carrière afsloot bij Sport Vlaanderen-Baloise. Hij is de jongere broer van wielrenner Jelle Wallays.

## Overwinningen
2011
3e etappe Tour de l'Eure et Loire (ploegentijdrit)
2012
3e etappe Tour de l'Eure et Loire (ploegentijdrit)
2013
 Belgisch kampioen op de weg, Beloften
2014
La Côte Picarde
Tour du Piémont Vosgien

## Resultaten in voornaamste wedstrijden
|      | \| Jaar \| Amstel Gold Race \| Luik-Bast.‑Luik \| Waalse Pijl \| Parijs-Tours \| \| ---- \| ---------------- \| --------------- \| ----------- \| ------------ \| \| 2016 \| opgave \| opgave \| \| 169e \| \| 2017 \| opgave \| \| 156e \| \| |                 |             |              |
| Jaar | Amstel Gold Race | Luik-Bast.‑Luik | Waalse Pijl | Parijs-Tours |
| 2016 | opgave | opgave          |             | 169e         |
| 2017 | opgave |                 | 156e        |              |

## Ploegen
- 2015 –  Topsport Vlaanderen-Baloise
- 2016 –  Topsport Vlaanderen-Baloise
- 2017 –  Sport Vlaanderen-Baloise

Campenaerts · Capiot · De Ketele · De Pauw · De Tier · Declercq · Helven · Jacobs · Lietaer · Naesen · Rickaert · Salomein · Sprengers · Steels · Theuns · Van Hecke · Van Hoecke · Van Lerberghe · Van Meirhaeghe · Vanoverberghe · Vanspeybrouck · Vergaerde · Jel.Wallays · Jen.Wallays
Allegaert · Capiot · De Gendt · De Ketele · De Pauw · De Vylder · Declercq · Deltombe · Farazijn · Lietaer · Noppe · Planckaert · Pols · Rickaert · Salomein · Sprengers · Steels · Van Gestel · Van Hecke · Van Lerberghe · Van Rooy · Wallays